# (466376) 2013 RN93
(466376) 2013 RN93 es un asteroide perteneciente al cinturón de asteroides, descubierto el 23 de septiembre de 2008 por el equipo Spacewatch desde el Observatorio Nacional de Kitt Peak (Arizona, Estados Unidos).